# Dix Ans de mariage
Pour plus de détails, voir Fiche technique et Distribution.
Dix Ans de mariage (To Mary – with Love) est un film américain en noir et blanc réalisé par John Cromwell, sorti en 1936. 

## Synopsis
Durant les Années folles, le mariage de Jack et Mary Wallace semble connaître plus de bas que de hauts. L'histoire commence par un flash-back sur le jour de leur noces en 1925. Le spectateur peut deviner que les dix prochaines années de cette union vont remplies de chagrins et de problèmes.

## Fiche technique
- Titre original : To Mary – with Love
- Titre français : Dix ans de mariage
- Réalisation : John Cromwell
- Scénario : Richard Sherman, Howard Ellis Smith
- Musique : Cyril J. Mockridge
- Photographie : Sidney Wagner
- Montage : Ralph Dietrich
- Producteur : Darryl F. Zanuck
- Société de production et de distribution : 20th Century Fox
- Pays de production :  États-Unis
- Langue originale : anglais américain
- Format : noir et blanc — 35 mm — 1,37:1 — son : mono (Western Electric Noiseless Recording)
- Genre : mélodrame
- Durée : 87 minutes
- Dates de sortie : 
  - États-Unis : 1er août 1936
  - France : 25 novembre 1936

## Distribution
- Warner Baxter : Jack Wallace
- Myrna Loy : Mary Wallace
- Ian Hunter : Bill Hallam
- Claire Trevor : Kitty Brant
- Jean Dixon : Irene
- Pat Somerset (en) : Sloan Potter
- Harold Foshay : docteur
- Wedgwood Nowell : docteur
- Paul Hurst : l'ivrogne
- Ruth Clifford : infirmière
- Louise Lorimer : infirmière